# 木津村 (石川県)
木津村（きづむら）は石川県能美郡にあった村。現在の小松市北西部、北陸本線粟津駅北側から木津潟南岸にあたる。

## 地理
- 湖沼 ： 木津潟
- 河川 ： 日用川

## 歴史
- 1889年（明治22年）4月1日 - 町村制の施行により、島村、符津村、矢崎村、蓑輪地方、木場村及び津波倉村の区域をもって、木津村が発足する。
- 1897年（明治30年）9月20日 - 北陸線（現・北陸本線）の福井駅 - 小松駅間開業により、同線が当時の木津村内を通過。
- 1907年（明治40年）8月5日 - 粟津村及び木津村が合併して、改めて粟津村が発足する。

## 交通

### 鉄道路線
後に旧村域に国有鉄道北陸線（現・北陸本線）の粟津駅、北陸鉄道粟津線の新粟津駅が所在したが、当時は未開業。